# Mudface
Mudface – czwarty album amerykańskiego rapera Anybody Killa, wydany 25 listopada 2008 roku.
Początkowo album miał zostać wydany w 2006 roku, jednak ze względu na odejście ABK z Psychopathic Records data premiery była kilkakrotnie przesuwana.

## Lista utworów
| #  | Tytuł                                             | Czas |
| -- | ------------------------------------------------- | ---- |
| 1  | "The Vision"                                      | 2:34 |
| 2  | "Far from Reality"                                | 2:52 |
| 3  | "Muddy Muddy"                                     | 2:29 |
| 4  | "Grind 2 the Flow"                                | 2:50 |
| 5  | "My Neighborhood" (gość. Boondox)                 | 3:36 |
| 6  | "Mommy's Doin' Drugs"                             | 3:20 |
| 7  | "What U Want from Me" (gość. Blaze Ya Dead Homie) | 3:03 |
| 8  | "Rain Dance"                                      | 4:13 |
| 9  | "Attitude"                                        | 3:22 |
| 10 | "Thoughts of Suicide" (gość. Strict 9)            | 3:31 |
| 11 | "I'm Just Me"                                     | 3:32 |
| 12 | "Let Them Outside"                                | 4:15 |
| 13 | "Trails of Tears"                                 | 5:05 |
| 14 | "U Ain't No Killa" (gość. Insane Clown Posse)     | 3:24 |
| 15 | "Same Thing Pt. 2"                                | 3:34 |
| 16 | "Racist"                                          | 4:21 |
| 17 | "Keep It Real"                                    | 3:32 |